# Leonid Sjaposjnikov
Leonid Anatolyovitj Sjaposjnikov (på ukrainsk: Леонід Анатолійович Шапошников) (født 30. oktober 1969 i Khabarovsk, Sovjetunionen) er en ukrainsk tidligere roer.
Sjaposjnikov var en del af den ukrainske dobbeltfirer, der vandt bronze ved OL 2004 i Athen. Bådens øvrige besætning var Serhij Hryn, Serhij Bilousjtjenko og Oleh Lykov. Ukrainerne fik bronze efter en finale, hvor Rusland vandt guld mens Tjekkiet tog sølvmedaljerne. Han deltog også i samme disciplin ved OL 1996 i Atlanta og OL 2000 i Sydney, samt i dobbeltsculler ved OL 1992 i Barcelona.
Sjaposjnikov vandt, som del af den ukrainske dobbeltfirer, desuden fire VM-medaljer, tre af sølv og en af bronze, ligesom det blev til en sølvmedalje i dobbeltsculler.

## OL-medaljer
- 2004:  Bronze i dobbeltfirer